# Sylpheed
Sylpheed je e-mailový klient, typický svou jednoduchostí, uživatelskou přívětivostí, přenositelností mezi jednotlivými platformami a nenáročností na hardwarové prostředky. Pro podporu grafického rozhraní (GUI) využívá knihovny GTK+.

## Hlavní funkce
- Podpora všech standardních protokolů (POP3, IMAP4, NNTP, SMTP).[1]

- Podpora šifrovaných protokolů (SSL, TLSv1).
- Tvorba filtrů.
- Vyhledávání konkrétních e-mailů/konkrétního e-mailu.
- Dostupnost doplňků.
- Možné šifrování korespondence pomocí GnuPG.